# NGC 6957
NGC 6957 في الفهرس العام الجديد، هي مجرة، تقع في كوكبة الدلفين. اكتشفت في 28 يونيو 1863 بواسطة ألبرت مارث.

## روابط خارجية
- NGC 6957 على موقع ويكي سكاي: DSS2, SDSS, GALEX, IRAS, Hydrogen α, X-Ray, Astrophoto, Sky Map, Articles and images